# ジェルゴンヌ点

三角形と内接円とジェルゴンヌ点

ジェルゴンヌ点（ジェルゴンヌてん、Gergonne Point）は、三角形上で一意的に定義される点の1つである。ジョセフ・ジェルゴンヌに由来する。
1818年に発行された、Annales de Math（Annales de Gergonne）1818-9 にこの点についての記述がある。

## 定義と証明
三角形ABCの内接円が辺BC,AC,AB と接する点をそれぞれ X,Y,Z とする。AX,BY,CZ の3つの線の交点がジェルゴンヌ点となる。
円と接線の関係から AY=AZ などが成り立つため、チェバの定理の逆より3本の線が1点で交わることは自明である。

## 性質
- 内心とド・ロンシャン点を通る直線上にある。この線をソディ線[2]という。
- ナーゲル点と等長共役の関係にある。
- ジェルゴンヌ点と内接円と外接円の内側の相似中心X55は等角共役の関係にある。
- ジェルゴンヌ点の重心座標は以下の式で表される。
{\displaystyle {\frac {1}{-a+b+c}}:{\frac {1}{a-b+c}}:{\frac {1}{a+b-c}}}
- フォイエルバッハ双曲線上にある。

## チェバ三角形
ジェルゴンヌ点のチェバ三角形XYZはジェルゴンヌ三角形、または接触三角形(intouch triangle,contact triangle)と呼ばれる。また、ジェルゴンヌ三角形と元の三角形の配景の軸をジェルゴンヌ線と言う。ジェルゴンヌ線とソディ線は直交する。

### アダムス円
YZ, ZX, XYに平行でジェルゴンヌ点を通る直線をそれぞれl, m, nとする。lとAB、lとAC、mとBA、mとBC、nとCA、nとCBの交点は共円である。この円をアダムス円と言う。カール・アダムスの名を冠する。アダムス円の中心は内心である。アダムス円の半径は以下の式で表される。
{\displaystyle {\frac {r{\sqrt {p^{2}-abcs-ps^{2}}}}{p-s^{2}}}}
ここでsは半周長、rは内接円の半径、pはab + bc + caである。この6点を辺上に持つもう1つの三角形の類似重心、第一ルモワーヌ円はそれぞれ元の三角形のジェルゴンヌ点、アダムス円となる。